# Parcul Național Nam Nao
Parcul Național Nam Nao (thai: อุทยานแห่งชาติน้ำหนาว) este un parc național situat în provincia  Phetchabun în Tailanda de nord. El a fost declarat parc național la data de 4 mai 1972, parcul se întinde pe o suprafață de  966 km² fiind amplasat la granița dintre provinciile  Chaiyaphum, Phetchabun și Loei. Temperatura medie anuală în parc este de  25°C , iar cel mai înalt pisc Phu Phaji are altitudinea de 1271 m deasupra n.m.. 
Râurile care traversează parcul:
- Maenam Pasak (ม่น้ำป่าสัก)
- Maenam Phong (แม่น้ำพอง)
- Maenam Loei (แม่น้ำเลย)

Maenam Phong și Maenam Loei sunt afluenții lui Mekong, iar Pasak se varsă la  Ayutthaya în Chao Phraya.